# Rush Hour (bài hát của Crush)
"Rush Hour" là một bài hát của nam ca sĩ Hàn Quốc Crush kết hợp với J-Hope của BTS. Được phát hành dưới dạng đĩa đơn kỹ thuật số vào ngày 24 tháng 9 năm 2022, bởi P Nation thông qua Dreamus, bài hát là dự án đầu tiên của Crush kể từ khi hoàn thành nghĩa vụ quân sự bắt buộc vào tháng 8. Nó được đồng sáng tác bởi Crush, J-Hope và Penomeco. Một video âm nhạc đi kèm đã được phát hành cùng ngày với đĩa đơn và cho thấy Crush và J-Hope hát bài hát và biểu diễn vũ đạo cùng với một nhóm vũ công trong một con hẻm và trên đường phố.
Đĩa đơn đạt vị trí thứ bảy trên Bảng xếp hạng Circle Digital Chart Hàn Quốc và vị trí số một trên bảng xếp hạng Billboard World Digital Song Sales tại Hoa Kỳ.

## Nhạc và lời
Được hát bằng cả tiếng Hàn và tiếng Anh, "Rush Hour" là một "cuộc vui",  "Đầy rung cảm của thập niên 90", "bản nhạc đậm chất funk and soul" với "nhạc cụ hip hop thú vị" được viết bởi Crush, J-Hope và Penomeco. Trong câu mở đầu của anh, Crush đề cập đến sự vắng mặt của anh và sự trở lại âm nhạc sau đó sau khi kết thúc nghĩa vụ: "It's been 2 whole years of this/ Held my tongue for way too long/Set my destination to the studio, 'cause I can/ This is Crush hour get out the way." Bài hát so sánh mọi người tụ tập cùng nhau để thưởng thức "Crush Hour" với cảnh tắc đường, một phép ẩn dụ mà nam ca sĩ nhấn mạnh một lần nữa trong đoạn điệp khúc đầu tiên khi anh ấy hát "So let me hear y'all scream hibihibi hop, just like that/ Again clap clap clap and then hit that/ Gather one and all like traffic jam/ Get up, get up." J-Hope hát tiếp với "một câu thơ vui nhộn" trình diễn "khoe khoang màn rap kinh điển về sự nổi tiếng như vũ bão của anh với tư cách là thành viên BTS: "Yo, I've been walking on the streets, yo/ From Seoul Forest and around the block/ But wherever I go now, it's a red carpet feel, yo/ Cameras snapping wherever I go, like flash-flash/ Crowds of people, feels like traffic'". Rapper cũng phù hợp với chủ đề để kỷ niệm sự trở lại của Crush khi anh tiếp tục: "Y'all trippin', whole lotta freaks/And now, [it's] Crush hour/ Imma just follow his lead".

## Bối cảnh và phát hành
Crush và J-Hope tiếp xúc lần đầu khi J-Hope liên hệ với nam ca sĩ để yêu cầu anh biểu diễn trong đám cưới của em gái mình. Để cảm ơn Crush vì đã thực hiện yêu cầu đó, J-Hope sau đó đã đến thăm nam ca sĩ tại phòng thu của anh và cả hai đã dùng bữa và đồ uống cùng nhau. Họ đã thảo luận về nhiều thứ khác nhau trong thời gian đó bao gồm cả âm nhạc. J-Hope đã thông báo cho Crush về album đầu tay sắp ra mắt của anh và yêu cầu nam ca sĩ phản hồi về dự án. Crush thích thú và ấn tượng với chất lượng cũng như tính nhất quán của âm nhạc đến nỗi anh đã nói với J-Hope về "Rush Hour". Sau khi chơi bản nhạc cho rapper, người rất thích nó, Crush đã hỏi anh có muốn giới thiệu bài hát này không và J-Hope đã đồng ý. Sau đó, nam ca sĩ cho biết, trong các cuộc phỏng vấn sau khi phát hành đĩa đơn, rằng ngày hôm đó họ không cảm thấy như họ chỉ nói "Hãy làm việc cùng nhau" và sau đó làm điều đó, mà họ đã trở thành bạn bè của nhau.
Vào ngày 6 tháng 9, công ty P Nation của Crush đã đăng một bài "Coming Up Next" trên phương tiện truyền thông xã hội của mình với một bức ảnh cận cảnh khuôn mặt của nữ ca sĩ được tạo kiểu theo yêu cầu của AirDrop. "크러쉬 '님 이 컴백 일정 을 공유 하려고 합니다", có nghĩa là "Crush muốn chia sẻ lịch trình trở lại", được hiển thị trên đầu hình ảnh, với các tùy chọn Chấp nhận hoặc Từ chối yêu cầu, trong khi "CRUSH COMEBACK" được viết bằng Tiếng anh ở dưới cùng. Ngày hôm sau, một tấm áp phích về Crush trên ghế lái xe ô tô, quay mặt nhìn chằm chằm vào máy ảnh khi tiếng còi inh ỏi ở hậu cảnh, đã được chia sẻ trực tuyến, với "Rush Hour" và "2022.9.22 6PM KST" được hiển thị trên nửa dưới của hình ảnh. News media tiết lộ rằng "Rush Hour" là tên đĩa đơn sắp tới của ca sĩ dự kiến phát hành trên các nền tảng âm nhạc khác nhau vào thời điểm và ngày tháng được hiển thị trong tấm poster. Một đoạn teaser "Jacket Mood", có thiết kế tương tự như một quyển lookbook, giới thiệu ảnh ghép của nhiều bộ trang phục, giày và phụ kiện khác nhau cho ca sĩ, được phát hành vào ngày 13 tháng 9. Bộ ảnh concept đầu tiên cho đĩa đơn, có các món đồ Crush mặc trong lời trêu ghẹo tâm trạng, sau đó cùng ngày. Hai bộ ảnh concept nữa đã được xuất bản vào ngày 14. Một đoạn clip dài một phút có cảnh hậu trường về quá trình thu âm bài hát và các buổi chụp hình liên quan đã được chia sẻ vào ngày 15. Ảnh bìa của đĩa đơn được đăng vào ngày 16. Một đoạn video teaser về lời bài hát ngắn đã được đăng vào ngày 18.
Đĩa đơn đầu tiên của Crush sau hai năm kể từ khi nhập ngũ để hoàn thành nghĩa vụ quân sự bắt buộc, "Rush Hour" được phát hành theo lịch trình vào ngày 22 tháng 9 năm 2022.

## Video âm nhạc
Ba đoạn giới thiệu trước video âm nhạc. Đầu tiên, phát hành vào ngày 19 tháng 9, cho thấy một con phố đông đúc với người đi bộ di chuyển ngược lại khi nhạc cụ của bài hát phát ra. Họ bắt đầu nhảy xung quanh Crush, người cuối cùng cũng tham gia cùng họ. Đoạn cuối clip tiết lộ J-Hope của BTS là nghệ sĩ tiêu biểu trong ca khúc khi tên của anh ấy xuất hiện trên màn hình bên dưới tiêu đề của đĩa đơn. Vào thời điểm đó, không có thông báo nào được đưa ra về việc đưa J-Hope vào video âm nhạc. Đoạn teaser thứ hai, được tung ra vào ngày hôm sau, cho thấy hai người đàn ông từ xa quay lưng về phía máy ảnh, tựa vào một chiếc ô tô đang đậu bên ngoài một quán cà phê. Khi camera phóng to, cả hai người đàn ông đều quay lại, tiết lộ mình là J-Hope và Crush, qua đó xác nhận sự tham gia của người cũ trong video. Teaser thứ ba và là cuối cùng, được phát hành vào ngày 21, làm nổi bật một cảnh vũ đạo từ video âm nhạc. Nó có màn trình diễn vũ đạo điểm của Crush và J-Hope cùng với một nhóm vũ công.
Được quay trong "bối cảnh một thành phố lớn với đầy những chiếc xe taxi màu vàng, những bức tường sơn graffiti, những con đường nhỏ rải rác trên giàn giáo và những bến xe buýt bỏ hoang", video âm nhạc được công chiếu trên kênh YouTube của Crush đồng thời cùng với việc phát hành đĩa đơn vào ngày 22 tháng 9. Hình ảnh mở ra với cùng một cảnh đông đúc từ đoạn teaser đầu tiên. Crush trình diễn ca khúc khi xuống phố. Sau đó, anh được nhìn thấy đang "thư giãn" với một nhóm vũ công lớn, những người "thực hiện các động tác nhảy hip-hop giữa đường phố". J-Hope đến tiếp theo và nhảy với các vũ công trong khi đọc rap câu hát của anh. Anh còn kết hợp với một số bước nhảy của BTS trong vũ đạo của mình.
Lai Frances của Uproxx mô tả video âm nhạc "khá gợi nhớ đến một tác phẩm âm nhạc vui nhộn giống như West Side Story, trong đó Crush là nhân vật chính và J-Hope là diễn viên phụ".
Một video luyện tập vũ đạo đã được tải lên vào ngày 26 tháng 9. Cảnh quay hậu trường của buổi quay video âm nhạc đã được thực hiện sau đó một ngày sau.

## Quảng cáo và biểu diễn trực tiếp
Crush đã biểu diễn bài hát trên 1theK RE: @LIVE vào ngày phát hành đĩa đơn. Anh còn xuất hiện trên tập 15 của series YouTube của IU IU's Palette, phát hành vào ngày 22 tháng 9, nơi anh thảo luận về sự trở lại của mình, hợp tác với J-Hope và biểu diễn "Rush Hour" cùng với bản cover "Lullaby" của IU. Vào ngày 24 tháng 9, trong chương trình lái xe mới của Crush, BlackVox, đã công chiếu trên YouTube, với J-Hope là khách mời của tập đầu tiên. Trong khi lái xe cùng nhau, hai nghệ sĩ đã thảo luận về cách thức hợp tác, lời bài hát, quay video âm nhạc và tình bạn của họ. Họ cũng hát bài hát cùng nhau khi nó phát trên xe hơi.

## Tín dụng và nhân sự
Bản quyền từ Melon. Được ghi hình tại Studio Wanderlust và Hope World ở Hàn Quốc; trộn nhạc tại Stay Tuned Studios; hoàn chỉnh nhạc tại Sterling Sound.
- Crush – sáng tác, sắp xếp, hợp xướng, lập trình trống, bass, chỉnh sửa kỹ thuật số
- J-Hope – sáng tác, điệp khúc
- Penomeco – sáng tác, sắp xếp
- Hong So-jin – sắp xếp, lập trình trống, bass, organ, synth
- Kim Dong-min – guitar
- Stay Tuned – trộn âm thanh
- Randy Merrill – hoàn chỉnh âm thanh

## Bảng xếp hạng
| Bảng xếp hạng (2022)                    | Thứ hạng |
| --------------------------------------- | -------- |
| Global 200 (Billboard)                  | 102      |
| Hungary (Single Top 40)                 | 17       |
| Japan Digital Singles (Oricon)          | 47       |
| New Zealand Hot (Recorded Music NZ)     | 17       |
| Hàn Quốc (Circle)                       | 7        |
| UK Singles Sales (OCC)                  | 43       |
| US Digital Songs (Billboard)            | 5        |
| US World Digital Song Sales (Billboard) | 1        |

## Lịch sử phát hành
| Quốc gia/Khu vực | Ngày                | Định dạng                              | Hãng đĩa | Nguồn  |
| ---------------- | ------------------- | -------------------------------------- | -------- | ------ |
| Toàn quốc        | 22 tháng 9 năm 2022 | tải kỹ thuật số truyền phát trực tuyến | P Nation | [ 30 ] |